# Ekspansja wrestlingu w Stanach Zjednoczonych w latach 80. XX wieku

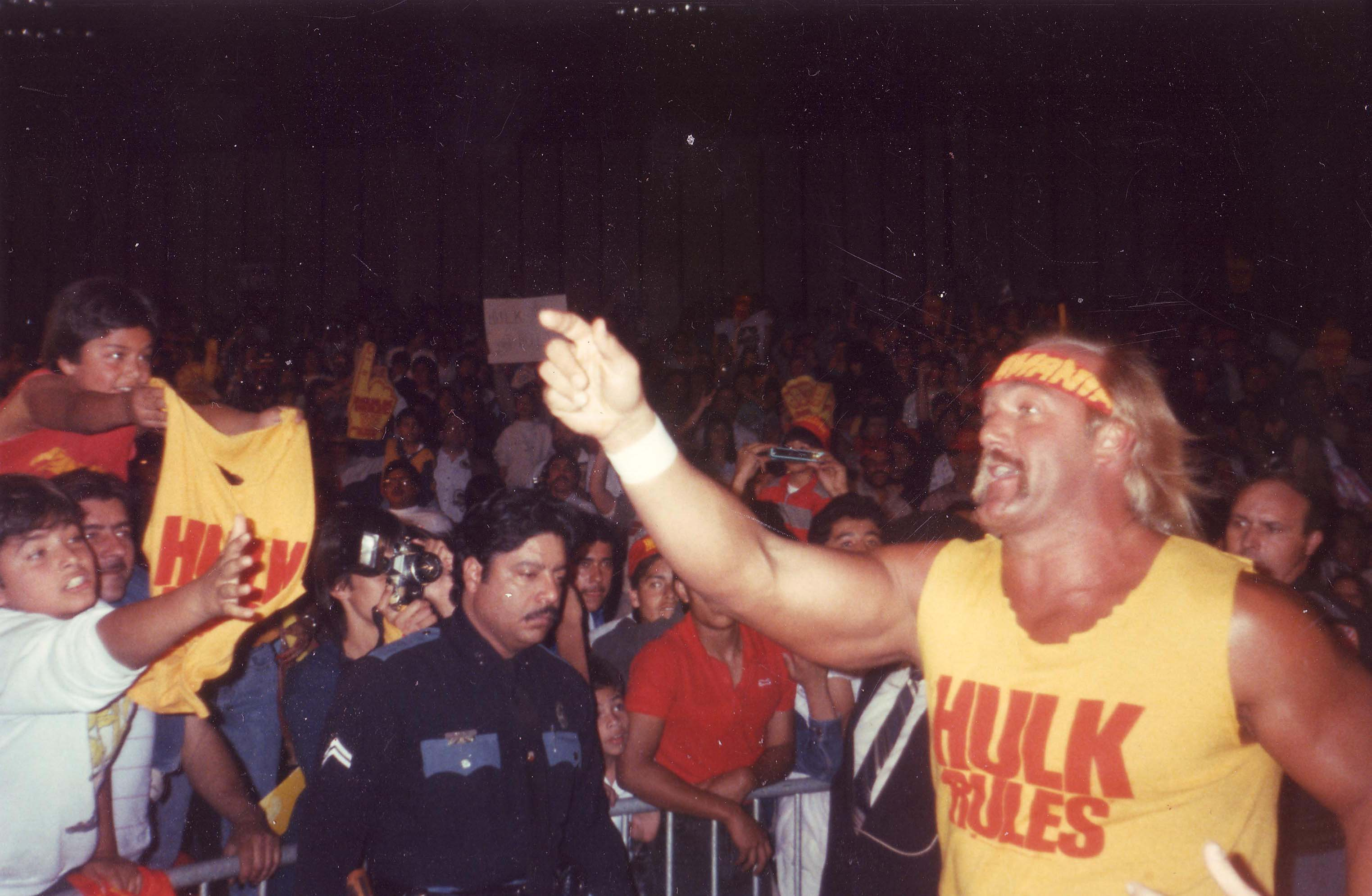
Hulk Hogan jako główny babyface („twarz”) federacji World Wrestling Federation (WWF) w drugiej połowie lat 80. – w okresie tzw. „boomu wrestlingowego w USA”.

Ekspansja wrestlingu w Stanach Zjednoczonych w latach 80. XX wieku (lub też boom wrestlingowy w Stanach Zjednoczonych w latach 80. XX wieku) – określenie gwałtownego wzrostu popularności wrestlingu w telewizji (w szczególności w telewizji kablowej oraz w formacie pay-per-view) mające miejsce w Stanach Zjednoczonych w latach osiemdziesiątych XX wieku m.in. za sprawą Hulka Hogana, który stał się głównym popularyzatorem wrestlingu w Stanach Zjednoczonych i na świecie, dzięki tzw. Hulkamanii. Często również na określenie ekspansji wrestlingu w latach 80. używa się terminu Golden Era (pol. złota era). Okres boomu wrestlingowego w Stanach Zjednoczonych szacuje się na lata 1983–1992. 
Rozprzestrzenianie się telewizji kablowej i wydarzeń pay-per-view, wraz z innowacjami wprowadzonymi przez Vince’a McMahona, spowodowało zmianę krajobrazu pro-wrestlingu ze zjawiska kontrolowanego przez federacje regionalne w system zdominowany przez dwie główne federacje: World Wrestling Federation (WWF) zarządzanej przez McMahona i World Championship Wrestling (WCW) prowadzonej przez Teda Turnera. W tym okresie nastąpił również gwałtowny spadek potęgi National Wrestling Alliance (NWA), która stanowiła kartel federacji regionalnych, dominujący do tej pory w świecie zawodowych zapasów.
Era ta charakteryzowała się silnymi gimmickami, które wprost określały rolę odgrywaną przez danego zapaśnika, np. The Bolsheviks i Nikolai Volkoff (radzieccy komuniści), The Iron Sheik (zapaśnik reprezentujący Iran), Brutus Beefcake (fryzjer), Jake „The Snake” Roberts (zoolog często prezentujący w ringu żywego pytona o imieniu Damien), The Ultimate Warrior (wojownik z przyszłości), The Road Warriors (maruderzy inspirowani bohaterami filmu Mad Max), Randy Savage (wizerunek „prawdziwego mężczyzny”, machismo i playboya) czy sam Hulk Hogan prezentujący swój „wszechamerykański” (All-American) i „prawdziwie amerykański” (Real American), patriotyczny wizerunek. Charakterystyczna dla tej ery jest również wiara w tzw. kayfabe czyli przeświadczenie wśród widzów, że wydarzenia prezentowane w wrestlingowym show są prawdziwe, a nie oskryptowane scenariuszem. 

## Zarys zjawiska
Na początku lat 80. scena wrestlingowa w zakresie federacji zajmujących się organizowanie gal zawodowych zapasów została podzielona na trzy główne ośrodki: 1) Rejon północno-wschodni przejęty przez World Wide Wrestling Federation (WWWF); 2) Rejon Midwest kontrolowany przez American Wrestling Association (AWA) oraz 3) „ogólnoamerykański” posiadający centra na terenie całych Stanów Zjednoczonych zarządzanych przez federację National Wrestling Alliance (NWA).
National Wrestling Alliace, która w latach 70. święciła tryumfy utrzymała pozycję do początku lat osiemdziesiątych. W tymże okresie federacja wypromowała kilku ważnych wrestlerów takich jak Ric Flair (Mid Atlantic Wrestling), Dusty Rhodes (Championship Wrestling Florida) oraz Afroamerykanina The Junkyard Doga (Mid South Wrestling), który uważany był za babyface’a.
American Wrestling Association posiadała największy zasięg telewizyjny i dystrybucyjny na terenie Stanów Zjednoczonych, m.in. w takich miastach jak: Denver, Las Vegas, Milwaukee, Minneapolis, Phoenix, Salt Lake City, San Francisco i Winnipeg. Za główne gwiazdy początku lat 80. uznawano Gene’a Okerlunda i Bobby’ego Heenana. W 1981 r. Hulk Hogan stał się głównym babyface’em AWA po tym jak Verne Gagne odszedł na emeryturę.  
W czerwcu 1982 r. Vince McMahon odkupił od swojego ojca (Vincent J. McMahon) federację World Wrestling Federation (WWF) i rozpoczął jej ekspansję. W 1983 r. WWF opuściła National Wrestling Alliance. Tuż przed Świętami Bożego Narodzenia w 1983 r. Hulk Hogan podpisał kontrakt z WWF na występy od 1984 roku. Już w styczniu 1984 r. Hogan zwyciężył w walce z The Iron Sheikiem, zdobywając mistrzostwo WWF World Heavyweight Championship w hali Madison Square Garden w Nowym Jorku. W lipcu 1984 telewizja MTV wyemitowała pierwszą walkę na żywo. Było to starcie Wendi Richter (wspieranej z narożnika przez piosenkarkę Cyndi Lauper) z The Fabulous Moolah o pas WWF Women’s Championship. Starcie to zakończyło się zwycięstwem Richter.  
Przełom nastąpił dopiero w połowie lat 80, kiedy Vince McMahon zorganizował pierwszą dużą galę wrestlingu w formacie pay-per-view jaką była WrestleMania. Walką wieczoru pierwszej WrestleManii było starcie tag teamowe Hulka Hogana i Mr. T (notabene ówczesnej gwiazdy serialu telewizyjnego Drużyna A) z Roddym Piperem i Paulem Orndorffem. Podczas walki wieczoru obecny obok ringu był Muhammad Ali. Gala odniosła wielki sukces, dlatego w następstwie telewizja NBC zaczęła emitować comiesięczne gale z cyklu Saturday Night’s Main Event. W 1987 r. pojawił się nowy format w postaci gali Survivor Series, a rok później odbył się pierwszy w historii federacji Royal Rumble match na tytułowej gali Royal Rumble oraz wprowadzono kolejny format w postaci SummerSlam.
Po sukcesie WrestleManii I WWF rozpoczęła prowadzenie nowej polityki promocyjnej znanej pod nazwą Rock’n’Wrestling Connection. Polityka ta prowadzona była do wczesnych lat dziewięćdziesiątych. Połączenie muzyki rockowej (a nieco później również metalowej) z wrestlingiem dawało federacji nowe narzędzia promocji. Muzyczną gwiazdą federacji stała się Cyndi Lauper, która występowała jako menedżerka podczas walk kobiet, a także zapraszała do swoich teledysków wielu zawodników WWF, jak również występowała u boku Ricka Derringera pod pseudonimem Mona Flambé. Wrestlerzy federacji pojawili się w takich utworach Lauper jak: The Goonies 'R' Good Enough, Time After Time i She Bop. W 1986 r. podczas drugiej WrestleManii jako menadżer tag teamu The British Bulldogs pojawił się wokalista metalowy Ozzy Osbourne. 
We wrześniu 1985 r. telewizja CBS rozpoczęła nadawanie serialu animowanego pt. Zapasy z Hulkiem Hoganem, w którym pojawiły się animowane, ówczesne gwiazdy wrestlingu. Serial ten skierowany był do młodszej widowni. 
Apogeum popularności wrestlingu w latach 80. nastąpiło w dniu emisji trzeciej edycji gali WrestleMania (29 marca 1987). Pobito wtedy rekord wśród frekwencji widzów na stadionie otwartym Pontiac Silverdome - wydarzenie zgromadziło na stadionie 93 173 kibiców, a walką wieczoru było starcie Hulka Hogana z Andre the Giantem. WrestleMania VI przyniosła natomiast starcie dwóch babyface’ów federacji WWF - mistrza interkontynentalnego The Ultimate Warriora z mistrzem świata wagi ciężkiej - Hulkiem Hoganem. The Ultimate Warrior uznawany ówcześnie za bohatera młodszej widowni (głównie dzieci) pokonał Hogana broniąc swojego tytułu oraz zdobywając pas mistrzowski wagi ciężkiej po pokonanym Hoganie. Wydarzenie to uznaje się początek końca boomu wrestlingowego w Stanach Zjednoczonych.  
Wśród zawodników lat 80., którzy wywarli największy wpływ na ekspansję wrestlingu na terenie Stanów Zjednoczonych wymienić należy takie gwiazdy jak: Hulk Hogan, Randy Savage, André the Giant, Roddy Piper, Nikolai Volkoff, The Iron Sheik, Jimmy Snuka, King Kong Bundy, Sgt. Slaughter, Ricky Steamboat, Tito Santana, Jim Duggan, Jake Roberts, Greg Valentine czy Brutus Beefcake, zaś wśród tag teamów: The Mega Powers, The British Bulldogs, The Bolsheviks, Demolition, The Hart Foundation czy The Islanders.
Natomiast wśród kobiet (zarówno wrestlerek jak i valetów): Wendi Richter, The Fabulous Moolah, Leilani Kai, Sherri Martel, Miss Elizabeth, Velvet McIntyre, Bull Nakano. Swój wkład w ekspansję wrestlingu w latach 80. mieli również menedżerowie tacy jak Jimmy Hart i Bobby Heenan. 
Po takich wrestlerach jak Hulk Hogan, Randy Savage, André the Giant czy The Iron Sheik, WWF zaczęła promować młodsze gwiazdy pokroju Breta Harta, The Undertakera, Shawna Michaelsa, Steve’a Austina, Diesela czy Razor Ramona. Ostateczny koniec Golden Ery nadszedł w 1992 r., kiedy zarzucono federacji WWF stosowanie przez ich pracowników sterydów anabolicznych (patrz: Skandal sterydowy WWF). Mniej więcej w tym samym czasie dr George Zahorian z Pennsylvania State Athletic Commission został oskarżony o sprzedawanie sterydów wrestlerom z federacji WWF – w tym Hulkowi Hoganowi, który po WrestleManii VIII rozpoczął długą przerwę od występów, powracając dopiero w lutym 1993 roku. 
Po 1990 r. popularność Hulka Hogana zaowocowała jego występami w takich produkcjach filmowych jak: Gremliny 2 (1990), Kosmita z przedmieścia (1991), Pan niania (1993) czy w serialu pt. Grom w raju. Dodać należy, że już w 1982 r. Hogan otrzymał pierwszą ważną rolę u boku Sylvestera Stallone w filmie Rocky III, gdzie zagrał postać „Grzmiącoustego” (Thunderlips). 
Od stycznia 1993 r. WWF zaczęła nadawać stałe, cotygodniowe pasmo programowe pod nazwą Monday Night Raw, które stanowiło podstawowy, pionierski format emisji walk wrestlingowych w amerykańskiej telewizji.
Następny boom wrestlingowy w amerykańskiej telewizji nastąpił dopiero w drugiej połowie lat 90. wraz z wojnami ratingowymi między WWF a WCW (Monday Night Wars), a także zmianami w formacie programów WWF, które były wynikiem ww. wojen ratingowych i tym samym narodzin tzw. Attitude Ery w World Wrestling Federation Vince’a McMahona.

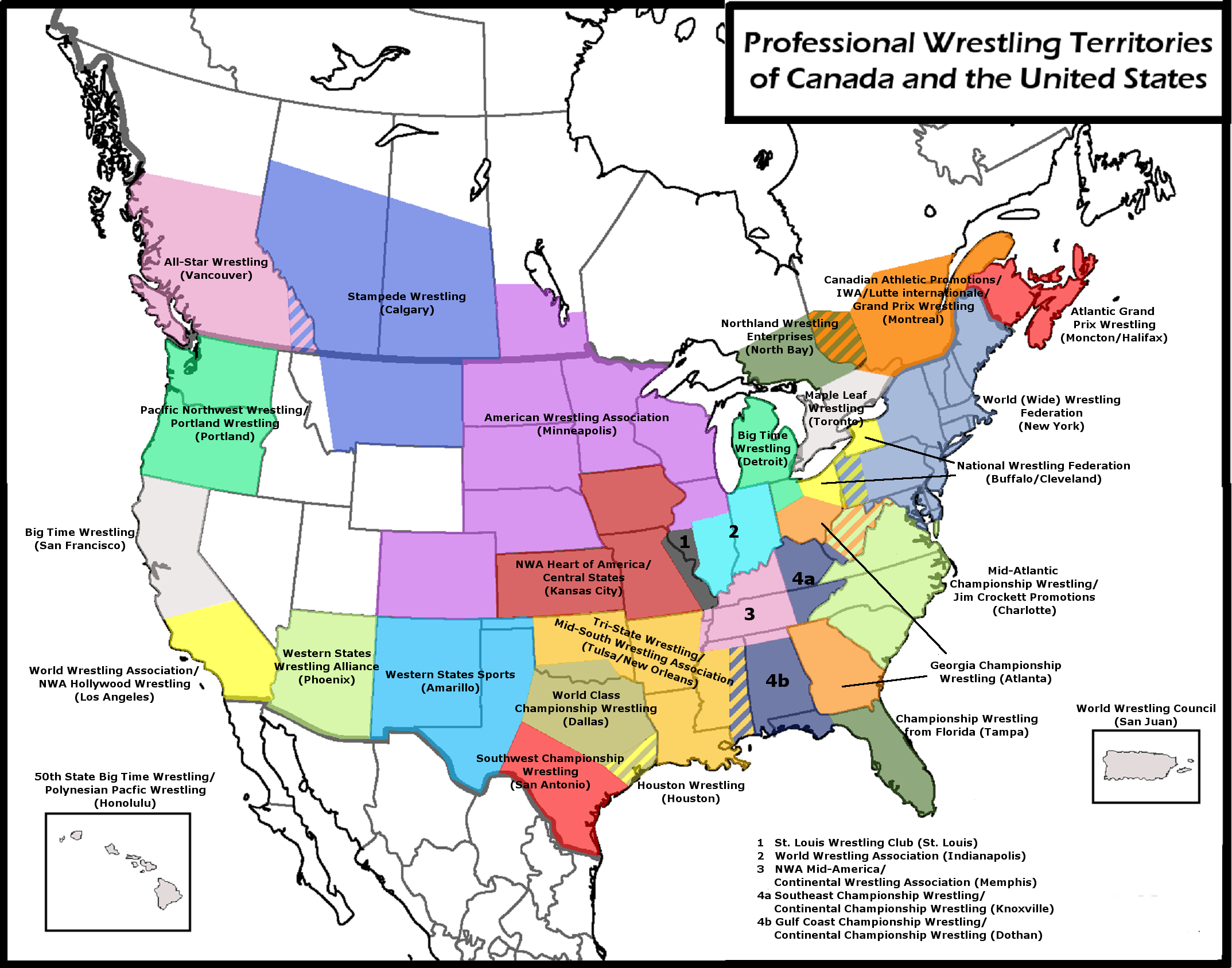
Federacje wrestlingu wchodzące w skład National Wrestling Alliance (NWA) przed połową lat 80. XX wieku.

## Galeria

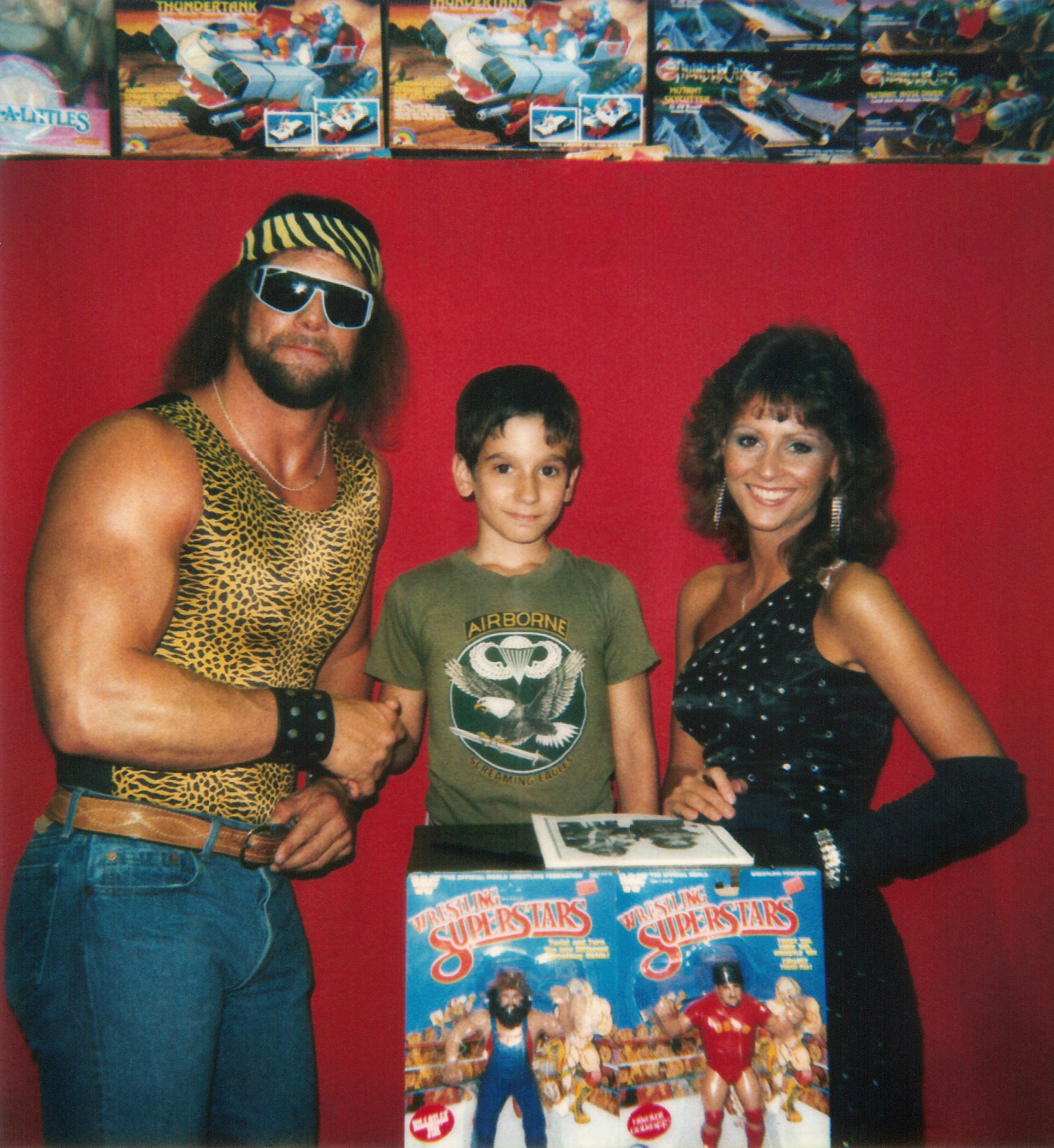
Randy Savage i Miss Elizabeth z fanem.
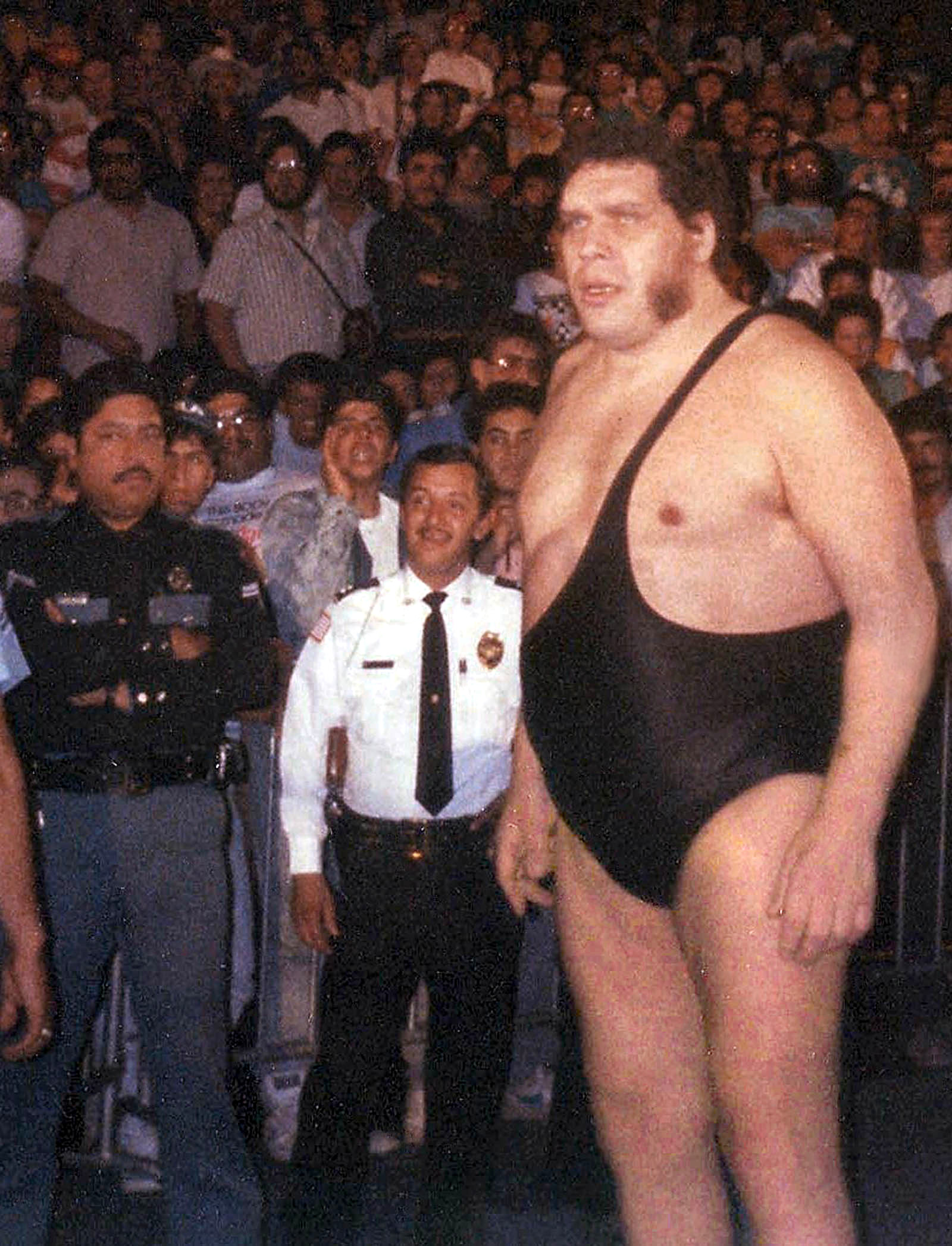
André the Giant.
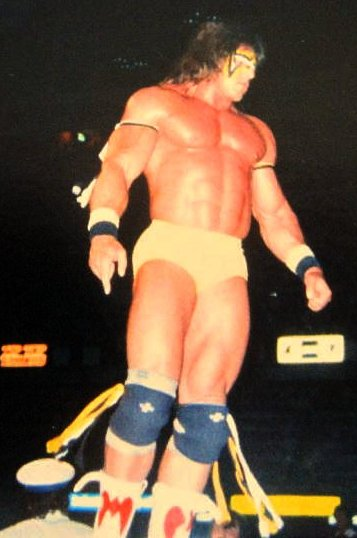
The Ultimate Warrior.
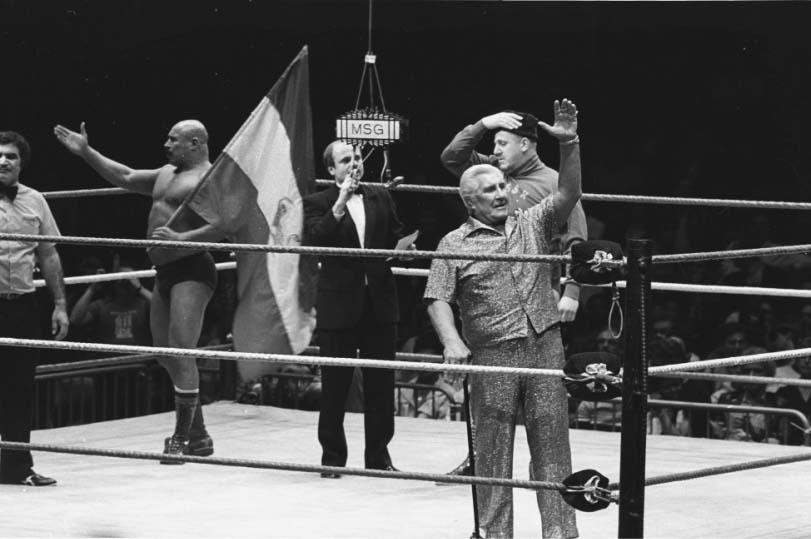
The Iron Sheik (po lewej z flagą) wraz ze swoim menedżerem Freddiem Blassiem (po prawej w narożniku). Za plecami Blassie - Nikolai Volkoff.
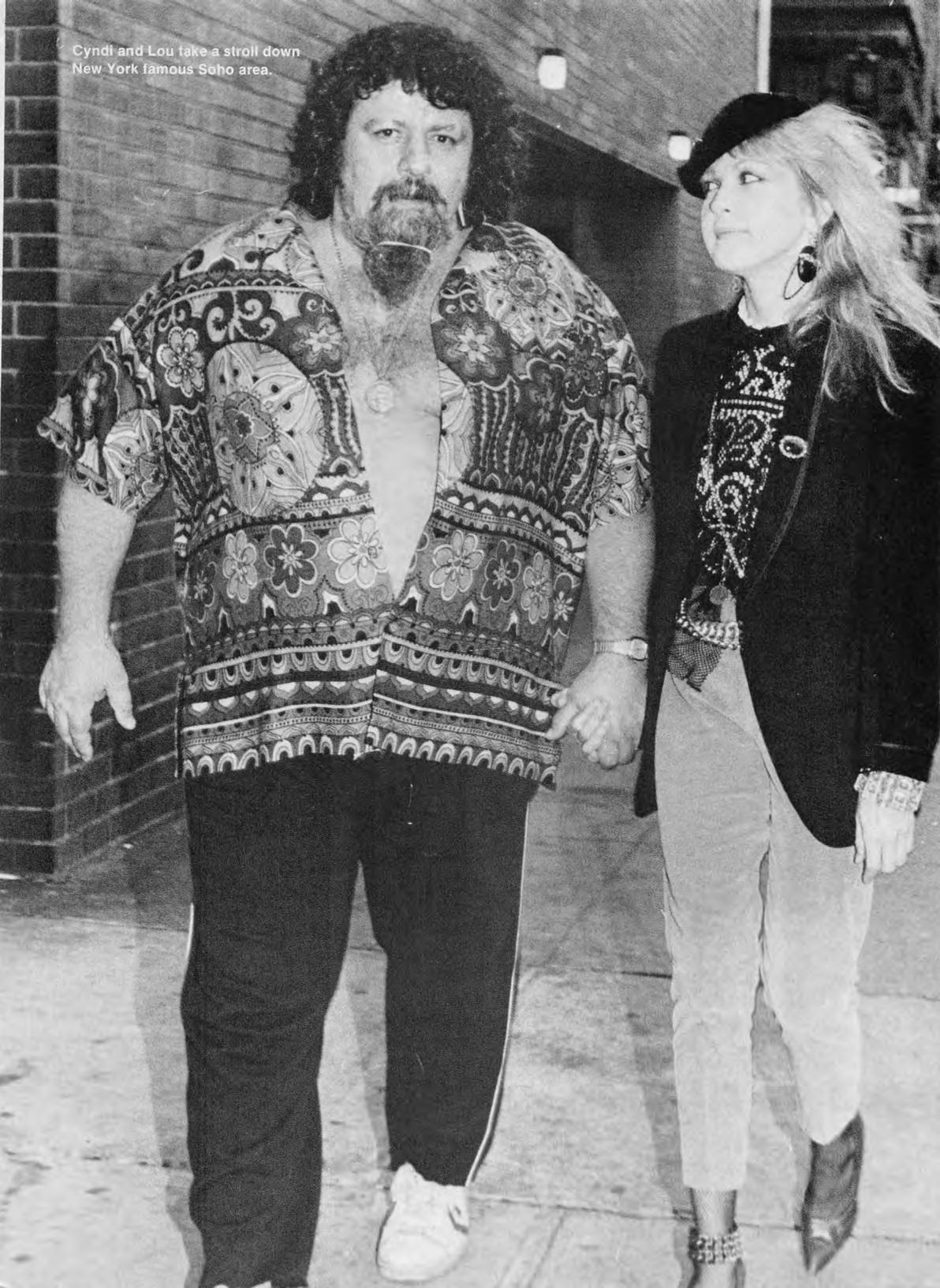
Cyndi Lauper obok Lou Albano, który wystąpił m.in. w teledysku do utworu Girls Just Want to Have Fun.